# 李廷珙
李廷珙，連州星子县人，五代十国南汉至北宋官员。
父亲李處顔，博學能文，事奉唐明宗，以功担任武安節度幕府，掌管文翰。李處顔去世时，李廷珙还在襁褓，寄养在母家，舅舅器重他，说：“这是千里駒啊。”南汉中宗乾和年间，担任番禺主簿。後主劉鋹初立，擢升为土軍知兵馬使。当時後主屠戮忠良，李廷珙知南汉必亡。大寶九年（966年）四月降宋，授为郴州指揮使、檢校工部尚書、兼御史大夫、春州刺史。次年，向宋太祖獻《平嶺表策》。潘美南征，李廷珙為宋師嚮導，攻克贺州、昭州、桂州、连山。南汉灭亡后，擢升为廣西總管招討使。後論功，宋太祖改所居為奉化里。官至刑部尚書。